# Justine Giroud
Justine Giroud, född Souverant 1730, död 1798, var en fransk journalist och tidningsredaktör.
Hon var dotter till Antoine Souverant, handskmakare i Grenoble, och Marie Dutroyat, och gifte sig 1752 med bokhandlaren André Giroud. 
Hon var bokbokhandlare i Grenoble från 1767 till 1798. Hon utgav den framgångsrika tidningen Affiches, annonces et avis-divers du Dauphiné mellan 1774 och 1792. Under franska revolutionen blev tidningen känd för sin monarkistiska linje och undertrycktes därför av censuren.  